# Gonzaga Blota
Luiz Gonzaga Blota, mais conhecido como Gonzaga Blota (Ribeirão Bonito, 22 de março de 1928 – Rio de Janeiro, 19 de novembro de 2017) foi um diretor e ator brasileiro. É irmão do apresentador e ex-deputado federal Blota Jr. (1920-1999) e do jornalista esportivo, radialista e ex-presidente da Câmara Municipal de São Paulo, Geraldo Blota (1925-2009), ambos também já falecidos.
Começou sua carreira na TV Excelsior, onde dirigiu o seriado Canal 9 Contra o Senhor Espectro. Continuou na emissora até a sua falência, época na qual foi para a TV Globo, onde dirigiu Shazan, Xerife & Cia.. Após esse trabalho mudou-se para a TV Tupi, porém voltou para a Globo e por lá se fixou, dirigindo inúmeras telenovelas de sucesso.
Enquanto ator, iniciou-se em 1954, continuando até 1977, quando participou na novela O Astro. Em 1978, fez uma participação especial em Dancin' Days.
Desde o final dos anos noventa encontrava-se aposentado da televisão, vivendo ao lado de sua companheira de longa data, a atriz Cleyde Blota. Gonzaga morreu em 19 de novembro de 2017, no Rio de Janeiro, vítima de um infarto.

## Trabalhos como diretor
- 1996 - O Fim do Mundo
- 1995 - Malhação
- 1994 - Tropicaliente
- 1993 - O Mapa da Mina
- 1992 - Pedra Sobre Pedra
- 1990 - Gente Fina
- 1989 - O Salvador da Pátria
- 1988 - Fera Radical
- 1987 - O Outro
- 1985 - Roque Santeiro
- 1984 - Amor com Amor Se Paga
- 1983 - Voltei Pra Você
- 1983 - Pão Pão, Beijo Beijo
- 1982/1986-1987 - Chico Anysio Show
- 1982 - Paraíso
- 1982 - O Homem Proibido
- 1981 - O Amor é Nosso
- 1980 - Plumas e Paetês
- 1980 - Chega Mais
- 1979 - Marrom-Glacê
- 1979 - Pai Herói
- 1979 - Carga Pesada
- 1978 - Dancin' Days
- 1978 - Sinal de Alerta
- 1977 - O Astro
- 1977 - Espelho Mágico
- 1976 - Duas Vidas
- 1976 - Saramandaia
- 1974 - O Crime de Zé Bigorna
- 1974 - Fogo Sobre Terra
- 1974 - Supermanoela
- 1972 - Jerônimo, o Herói do Sertão (TV Tupi)
- 1972 - Shazan, Xerife & Cia.
- 1970 - Mais Forte Que o Ódio (TV Excelsior)
- 1969 - Dez Vidas (TV Excelsior)
- 1969 - Os Estranhos (TV Excelsior)
- 1968 - A Muralha (TV Excelsior)
- 1965 - Canal 9 Contra o Senhor Espectro (TV Excelsior)

## Trabalhos como ator
- 1978 - Dancin' Days
- 1977 - O Astro
- 1968 - Os Tigres
- 1965 - O Céu É de Todos
- 1958 - Cidade Perdida
- 1957 - A Mansão dos Daltons
- 1957 - Alma na Noite
- 1954 - O Circo Chegou à Cidade